# 'ataba
La 'ataba (arabe : عتابا) est une forme de chant récitatif traditionnel arabe. La 'ataba tient ses origines de la musique bédouine, plusieurs variations de la forme principale existent selon les régions et les périodes.
La 'ataba est interprétée par un soliste. Celui-ci improvise le chant et réalise l'accompagnement musical à l'aide d'un rabâb.
La 'ataba exprime le chagrin ou les reproches. Basé sur des éléments de culture populaire, le chant utilise fréquemment les thèmes de l'amour ou de la mort (c'est une forme de chant couramment utilisée pour les oraisons funèbres). De nature poétique, la 'ataba recourt aux rimes et aux jeux de mots.

## Présentation

### Forme générale
La 'ataba est un chant traditionnel arabe, originaire de la culture bédouine. Elle est jouée et chantée lors de festivités ou de cérémonies, à l'exemple des mariages.
Le chant de la 'ataba est une improvisation,. Il est exécuté par un soliste qui réalise également l'accompagnement instrumental. Celui-ci utilise pour cela un rabâb.
Le chant est de type récitatif et de nature poétique,. Il reprend des thèmes et des éléments de la culture populaire. Dans la majorité des cas, la 'ataba vise l'expression du chagrin ou de reproches. Le thème principalement utilisé est l'amour mais la 'ataba est également une forme fréquente d'oraison funèbre. D'autres thèmes existent, comme la description de la nature ou les instructions morales, mais ils sont minoritaires.

### Variations
Il existe des variations régionales et historiques de la 'ataba. Par exemple, dans la culture arabe traditionnelle, la 'ataba peut être jouée sans instrument. La mélodie est alors uniquement fondée sur le chant.
La forme de 'ataba historique est celle de type bédouine. Son aire de diffusion culturelle s'étend principalement de la Djézireh syrienne à l'Euphrate. Cette forme de la 'ataba est perçue par certains spécialistes comme plus primitive, qualificatif que rejettent d'autres.
Il existe une forme de 'ataba syro-libanaise, typique de Syrie, du Liban et de Palestine. Cette 'ataba syro-libanaise est la forme principale des zones littorales, de l'arrière pays montagneux et des plaines intérieures du Proche-Orient. Cette forme est la plus populaire dans le monde arabe, en raison de la prépondérance de la culture libanaise.

### Diffusion et impact culturel
La 'ataba, comme d'autres types de chant improvisés, est une forme d'expression culturelle importante dans la culture palestinienne,. Ses thèmes centrés sur les griefs et la peine en font un mode d'expression adapté aux problématiques vécues par la population palestinienne.
La 'ataba est une forme de chant populaire dans les pays arabes, notamment la 'ataba syro-libanaise. Les libanais Wadih Al-Safi ou Sabah sont par exemple de célèbres interprètes de 'ataba.

## Structure et forme

### Poésie
La 'ataba est un chant poétique à forme fixe. Elle ne repose pas sur une métrique fixe et s'appuie fréquemment sur des métriques arabes typiques, comme le wafir ou le rajaz, adaptées à la langue utilisée.
Sur le plan structurel, la 'ataba est constituée de plusieurs stances ou strophes,. Ces stances sont structurées en quatre vers, ce qui fait de la 'ataba une forme de quatrain. Les mots finaux des trois premiers vers se terminent par des syllabes homophones, créant des rimes. La sonorité finale du quatrième vers est soit un "-aab", un "-aa" ou un "-awa". En résumé, l'organisation de la 'ataba est structurée selon le schéma ‹3 + 1› et sa versification suit une structure ‹aaab›.
La sonorité "-ba" peut également être ajoutée au niveau du quatrième hémistiche.
Contrairement à d'autres formes de chants poétiques, le quatrième vers de la 'ataba n'a pas un rôle expressif central. D'après certains auteurs, ce vers aurait surtout pour fonction de marquer la fin d'une strophe. Dans la 'ataba, ce sont surtout les trois premiers vers qui supportent l'expression poétique. Une règle pratique stipule ainsi que trois termes homonymes utilisés dans des significations différentes doivent conclure chacun de ces vers. Le respect de cette règle rend possible l'emploi de jeux sur la signification des termes, à l'image des jeux de mots.
Les jeux de mots ne reposent pas uniquement sur le rapport entre termes homonymes. La richesse de la langue arabe permet en effet de considérer et d'utiliser dans la poésie des mots aux sonorités proches, de rendre acceptable des approximations sonores ou de jouer avec l'évolution des significations des termes. Ces possibilités étendent donc le champ d'inventions permis à la 'ataba.
Dans certaines formes, des refrains métrés sont ajoutés aux stances de la 'ataba,.

### Musique
Le rythme de la 'ataba est régulier. Elle est toutefois dépourvue de pulsation, ce qui la rend proche d'une mélopée. Pour développer une esthétique musicale tout en satisfaisant ces contraintes techniques, l'usage des mélismes est courant.
La 'ataba est interprétée suivant deux phrases musicales, chacune regroupant deux vers. Généralement, ces phrases suivent une structure mélodique typique : elles débutent à la quarte ou la quinte, évoluent en descendant au niveau de la cadence puis s'achèvent sur la sus-tonique ou la tonique.
Dans la plupart des cas, les solistes recourent à des mélismes pour entamer et clore une 'ataba. Le mélisme introductif est fréquemment réalisé sur la syllabe "-ōf". Le mélisme conclusif est construit sur les mots tels que yā bā (« Ô père »), yā mā (« Ô mère »), or yā eyn (« Ô yeux »). Contrairement au mélisme introductif qui est facultatif et repose uniquement sur des considérations d'esthétique en lien avec l'improvisation, le mélisme final fait partie intégrante de la 'ataba et en est l'une des caractéristiques musicales.

### Interprétation et public
De par le caractère improvisé de la 'ataba ainsi que des contraintes techniques poétiques et des possibilités d'invention littéraires, l'appréciation de ce chant requiert des interprètes et des auditeurs disposant de connaissances avancées du genre.